# Kivijärvi (sjö i Enare, Lappland, Finland)
Kivijärvi, Keskimmäinen Kivijärvi och Ylimmäinen Kivijärvi, eller Kivijärvet är sjöar i Finland. De ligger i kommunen Enare i landskapet Lappland, i den norra delen av landet, 1 000 km norr om huvudstaden Helsingfors. Kivijärvi ligger 169 meter över havet. Arean är 78,7 hektar och strandlinjen är 8,11 kilometer lång. Sjön  ingår i Pasvik älvs huvudavrinningsområde. 